# Eigenmath (moteur de calcul)
 (septembre 2015).
Eigenmath est un programme simple et libre, de calcul formel, développé en 2002 par George Weigt. Il est disponible dans de nombreuses plates-formes : Windows, Linux, macOS, Android, Nintendo DS, diverses calculatrices programmables...
Eigenmath est écrit dans le langage de programmation C et son code source est libre.

## Eigenmath portable
Eigenmath a été porté à divers dispositifs portables, avec l'objectif de maintenir un système portable de calcul libre, comparable aux systèmes commerciaux comme ceux de Texas Instruments, d'HP ou de Casio. Cette application a été portée à partir du code source original et cette disponible pour Android, Poket PC, Nintendo DS et de nombreux autres dispositifs.  Codé en C++ et léger, il a fait l'objet de nombreux portages sur diverses plateformes. Il est notamment disponible pour les calculatrices,. 

## Exemples
- Somme et factorisation de fonctions:

```
 f(x) = 2 x^2 + 3 x + 4
 g(x) = 4 x + 2
 h(x) = f(x) + g(x)
 h(x)
	 6 + 7x + 2x^2

 factor (h(x))
	 (2+x)(3+2x)
```

- Racines d'une fonction:

```

h(x) = 2 x^2 + 7 x +6
h(x)
	6 + 7x + 2x^2

roots(h(x))
	-2, -3/2
```

- Dériver et intégrer des fonctions:

```
h(x) = 2 x^2 + 7 x +6
h(x)
	6 + 7x + 2x^2

n(x) = derivative(h(x))
n(x) = 4x + 7

p(x)= d(h(x),x)
p(x)
	7 + 4x

m(x) = intégrale(p(x),x)
m(x)
	7 x + 2 x^2
```